# 布拉茨
布拉茨（Bratz）是美国MGA娱乐旗下的一家時尚娃娃品牌，由美泰前员工于2001年創辦。 布拉茨還有一系列电视剧、网络剧、真人电影和電子游戏衍生品。
不過自2001年布拉茨成立以來，美泰兒就起訴MGA娱乐，美泰兒指控布拉茨侵犯了自己的版權。2011年，MGA娱乐胜诉。 
MGA娱乐一度將布拉茨更名，不過後來布拉茨這一名稱又被恢復。